# Гергард Меєр
Гергард Меєр (нім. Gerhard Meyer; 15 квітня 1915, Кіль — 12 квітня 1945, Північне море) — німецький офіцер-підводник, оберлейтенант-цур-зее резерву крігсмаріне (1 липня 1943). Кавалер Німецького хреста в золоті.

## Біографія
В 1935 році вступив на флот. З березня 1942 року — вахтовий офіцер на есмінці «Еріх Штайнбрінк». З травня 1943 по січень 1944 року пройшов курс підводника. З 22 березня 1944 року — командир підводного човна U-486, на якому здійснив 2 походи (разом 55 днів у морі). 12 квітня 1945 року U-486 був потоплений в Північному морі північно-західніше Бергена (60°44′ пн. ш. 04°39′ сх. д.) торпедою британського підводного човна «Тапір». Всі 48 членів екіпажу загинули.
Всього за час бойових дій потопив 4 кораблі загальною водотоннажністю 19 821 тонну.
| Дата           | Назва корабля                               | Тип                  | Тоннаж | Вантаж | Екіпаж | Загинули | Країна             | Конвой |
| -------------- | ------------------------------------------- | -------------------- | ------ | --- | ------ | -------- | ------------------ | ------ |
| 18 грудня 1944 | Silverlaurel                                | Торговий пароплав    | 6,142  | 2949 тонн какао-бобів, 2423 тонни пальмової олії, 758 тонн лісоматеріалів, 303 тонн пиломатеріалів, 317 тонн рутилу (діоксиду титану), 66 тонн кави, 30 тонн рамі (волокна) і 195 тонн каучуку | 65     | 0        | Британська імперія | BTC-10 |
| 24 грудня 1944 | Leopoldville                                | Військовий транспорт | 11,509 | 2235 військовиків і військові матеріали | 2374   | 819      | Бельгія            | WEP-3  |
| 26 грудня 1944 | HMS Affleck (K462) (невиправно пошкоджений) | Фрегат               | 1,085  | | ?      | 7        | Британська імперія |        |
| 26 грудня 1944 | HMS Capel (K470)                            | Фрегат               | 1,085  | | ?      | 76       | Британська імперія |        |

## Нагороди
- Медаль «За вислугу років у Вермахті» 4-го класу (4 роки)
- Залізний хрест 2-го і 1-го класу
- Нагрудний знак підводника
- Німецький хрест в золоті (7 лютого 1945)